# Rundfunkjahr 2020
Liste der Rundfunkjahre

◄◄ | ◄ | 2016 | 2017 | 2018 | 2019 | Rundfunkjahr 2020 | 2021 | 2022 | 2023 | 2024 | ►

Weitere Ereignisse

## Allgemein
- 01. Januar: Das Neujahrskonzert der Wiener Philharmoniker wird zum 62. Mal vom ORF übertragen und in vielen Ländern der Welt im Hörfunk und im Fernsehen ausgestrahlt.[1]
- Februar: Das Kabinett von Boris Johnson stellt die Finanzierung der BBC durch Rundfunkgebühren in Frage und möchte lieber einen freien Wettbewerb haben.[2]
- Ende November / Anfang Dezember: Eine geplante Erhöhung des Rundfunkbeitrages von 86 Cent in Deutschland bringt die Koalition des Kabinett Haseloff II in Sachsen-Anhalt in eine Krise, unter anderem musste der Innenminister Holger Stahlknecht gehen.[3][4][5] Nachdem der Landtag von Sachsen-Anhalt gegen die Rundfunkgebührenerhöhung gestimmt hat, wollen die öffentlich-rechtlichen Sender beim Bundesverfassungsgericht Klage einreichen.[6][7][8]

## Hörfunk
- 01. Januar: Der BBC World Service stellt seine Sendungen in den beiden Nationalsprachen Indiens und Pakistans, Hindi und Urdu, ein. Erst im August waren die Ausstrahlungen wegen der Sperrung des Internets in Kaschmir ausgeweitet worden.[9]
- 22. Januar: Der Kabelbetreiber Unitymedia wird die Programme des Deutschlandradios in den Kabelnetzen in Baden-Württemberg, Hessen und Nordrhein-Westfalen wieder einspeisen.[10]
- Februar: Nach einer ersten Abschaltwelle im Jahr 2018 schaltet die BBC insgesamt 18 weitere Mittelwellensender ab. Betroffen sind überwiegend das BBC Local Radio sowie kleinere Empfangsgebiete von BBC Radio Scotland und BBC Radio Wales.[11]
- 01. Februar: Der Deutschlandfunk stellt seinen Verkehrsfunk ein. Vorausgegangen war eine Befragung, an der im Sommer 2019 5.328 Hörerinnen und Hörern teilgenommen hatten und sich mit einer Mehrheit von 68,7 Prozent für diesen Schritt ausgesprochen hatten. In der frei gewordenen Zeit sollen Nachrichten gesendet werden.[12]
- 26. April: Der britische Soldatensender BFBS Radio Germany schaltet seine jahrelang genutzte Frequenz 103,0 MHz vom Standort Bielefeld-Hünenburg ab. Diese leistungsstarke Frequenz versorgte zuletzt große Teile von Ostwestfalen-Lippe und angrenzende Gebiete in Niedersachsen.[13]
- 17. September: 95 % des Sendegebiets von Tschechien wird derzeit mit der Technik DAB+ versorgt. Im Jahr 2021 sollen zwei neue Digitalsender in Betrieb genommen werden. Im Gegenzug werden die Sendungen auf Mittelwelle und Langwelle eingestellt, meldet der tschechische Auslandsdienst Radio Prag International.[14]
- 13. Dezember: Die Ausstrahlung von KCRW Berlin, einem Programm unter Federführung des amerikanischen National Public Radio (NPR), auf der Frequenz 104,1 MHz wird eingestellt. Als Grund werden Einnahmeausfälle infolge der COVID-19-Pandemie genannt.[15]
- 21. Dezember: In Deutschland müssen in allen Neuwagen digitales Radio DAB+ empfangen können, auch für neue Heimgeräte mit Display ist die Technik dann Pflicht.[16]

## Fernsehen
- 29. März: Die 1758. und letzte Folge der ARD-Vorabendserie Lindenstraße wird ausgestrahlt.
- Im Mai werden Kamerateams der ZDF heute-show (1. Mai) und der ARD (6. Mai) in Berlin von Demonstranten angegriffen.
- 16. Mai: In Köln findet die erste Ausgabe des Free European Song Contest statt. Sie wurde als alternatives Programm zum Eurovision Song Contest 2020 von Stefan Raab erfunden, da dieser aufgrund der COVID-19-Pandemie abgesagt wurde.
- 13. Juli: ARD und ZDF verschieben die ursprünglich für Januar 2021 geplante Abschaltung des SD-Signals wegen der COVID-19-Pandemie auf unbestimmte Zeit.[17]
- 31. Oktober: Bei KiKA ist der Tigerenten Club zum ersten Mal als Live-Event zu sehen.
- 13. Dezember: Mit dem Ende der Formel-1-Weltmeisterschaft 2020 endet, nach 30 Jahren Übertragung, die Zusammenarbeit von RTL Television in Deutschland mit der Formel 1.
- 14. Dezember: Jan Hofer geht nach über 35 Jahren als Sprecher der Tagesschau in den Ruhestand. Sein Nachfolger im Chefsprecherposten wird Jens Riewa.
- 28. Dezember: Sabine Sauer verabschiedet sich nach 43 Jahren beim Bayerischen Rundfunk (BR Fernsehen: Unter vier Augen, Wir in Bayern) ebenfalls in den Ruhestand.
- 31. Dezember: Durch den zweiten Corona-Lockdown in Deutschland sahen mehr als 26 Millionen Deutsche das Silvesterprogramm im Fernsehen und damit fast vier Millionen mehr als ein Jahr zuvor (etwa 18 Prozent) ermittelte die AGF Videoforschung.[18]

## Gestorben
- 25. Januar: Heinz Matschurat (* 1920), deutscher Hörspielautor und Komponist, stirbt im Alter von 99 Jahren.
- 31. Januar: Marei Obladen (* 1941), deutsche Hörspielautorin und Rezensentin, stirbt im Alter von 78 Jahren.
- 01. Februar: Elisabeth Schnell (* 1930), Schweizer Radiomoderatorin, stirbt im Alter von 90 Jahren.
- 17. Februar: Ror Wolf (* 1932), deutscher Autor (auch zahlreicher Hörspiele) und Künstler, stirbt im Alter von 87 Jahren.
- 16. April: Ulrich Kienzle (* 1936), deutscher Journalist, für verschiedene deutsche Rundfunkanstalten als Redakteur und Korrespondent, sowie Moderator der ZDF-Sendung Frontal, stirbt im Alter von 83 Jahren.
- 07. Mai: Charly Wagner (* 1941), deutscher Hörfunkmoderator stirbt 78-jährig in Köln.
- 01. September: Thomas Meyerhöfer (* 1950), deutscher Hörfunkjournalist und Chefmoderator im Bayerischen Rundfunk stirbt 70-jährig in München.
- 27. oder 28.  September: Horst Schättle (* 1939), deutscher Fernsehjournalist und Intendant des Sender Freies Berlin (SFB) stirbt 80-jährig.
- 06. Oktober: Herbert Feuerstein (* 1937), deutscher Entertainer mit österreichischer Herkunft. In den 1990er Jahren durch seine Zusammenarbeit mit Harald Schmidt in den Fernsehsendungen Pssst … und Schmidteinander bekannt geworden, stirbt im Alter von 83 Jahren.
- 12. Oktober: Conchata Ferrell (* 1943), US-amerikanische Schauspielerin (Haushälterin Berta in Two and a Half Men, 2003–2015) stirbt 77-jährig in Sherman Oaks, Kalifornien.
- 25. Oktober: Horst H. Vollmer (* 1935), deutscher Hörspielregisseur und -sprecher stirbt 85-jährig in Frankfurt am Main.
- 22. November: Geert Müller-Gerbes (* 1937), deutscher Journalist und Fernsehmoderator, unter anderem Wie bitte?! (1992–1999), stirbt im Alter von 83 Jahren.
- 10. Dezember: Heinz Schirk (* 1931), deutscher Regisseur, unter anderem von vielen Tatort-Folgen, sowie Adolph-Grimme-Preisträger für die Serie Liebling Kreuzberg, stirbt knapp zwei Wochen vor seinem 89. Geburtstag